# 만유인력의 법칙

뉴턴의 만유인력의 법칙의 메커니즘. 점질량 m_{1} 은 점질량 m_{2}를 두 질량의 곱과 두 질량 사이의 거리의 제곱에 반비례하는 힘 F_{2}로 끌어 당긴다. 두 힘 F_{1}과 F_{2}의 크기는 질량과 거리에 관계없이 항상 같다. G는 중력상수이다.

만유인력의 법칙(萬有引力-法則, 영어: law of universal gravity)이란 질량을 가진 물체사이의 중력끌림을 기술하는 물리학 법칙이다. 이 법칙은 아이작 뉴턴의 1687년 발표 논문 〈자연철학의 수학적 원리, 혹은 프린키피아(Principia)〉를 통해 처음 소개되었다. 현대의 용어를 사용하여 이 법칙을 기술하자면 다음과 같다.
모든 점질량은 두 점을 가로지르는 선을 따라 다른 모든 점질량을 힘으로 끌어 당긴다. 이 힘은 두 상호작용하는 점질량 사이의 질량의 곱에 비례하며, 두 점질량 사이의 거리는 제곱에 반비례한다. 이를 수식으로 나타내면 다음과 같다.
{\displaystyle F=G{\frac {m_{1}m_{2}}{r^{2}}}}
여기서
- F : 두 점질량 간의 중력의 크기
- G : 중력 상수,
- m1 : 첫 번째 점질량의 질량
- m2 : 두 번째 점질량의 질량
- r : 두 점질량의 거리

뉴턴은 이 법칙을 그의 운동의 제2법칙에 넣어 행성의 가속도를 구할 수 있었고, 이를 통해 행성의 궤도가 타원형임을 증명할 수 있었다. 더욱이 뉴턴은 중력이 행성의 진로 뿐만 아니라, 달의 세차 운동, 혜성의 운동, 은하수의 생성 및 빛의 굴절 등에도 적용되는 매우 일반적인 힘의 하나임을 인식하였다. 이것이 바로 뉴턴이 중력을 만유인력(universal force)이라 부르게 된 이유이다.

## 벡터 형태

뉴턴의 만유인력의 법칙의 벡터 형태의 도식화. 여기서 O는 임의의 원점이다.

뉴턴의 만유인력의 법칙을 중력의 크기뿐만 아니라 방향까지 고려하기 위해 벡터로 나타내면 다음과 같은 벡터 방정식이 된다.
{\displaystyle \mathbf {F} _{12}=-G{m_{1}m_{2} \over {\vert \mathbf {r} _{12}\vert }^{2}}\,\mathbf {\hat {r}} _{12}}
여기서,
{\displaystyle \mathbf {F} _{12}} : 물체 1이 물체 2에 가하는 힘
{\displaystyle G} : 중력 상수
{\displaystyle m_{1}}, {\displaystyle m_{2}} : 물체 1과 2의 질량
{\displaystyle \vert \mathbf {r} _{12}\vert \ =\vert \mathbf {r} _{2}-\mathbf {r} _{1}\vert } : 물체 1로부터 2까지의 거리
{\displaystyle \mathbf {\hat {r}} _{12}\ {\stackrel {\mathrm {def} }{=}}\ {\frac {\mathbf {r} _{2}-\mathbf {r} _{1}}{\vert \mathbf {r} _{2}-\mathbf {r} _{1}\vert }}} : 물체 1로부터 물체 2를 가리키는 단위 벡 터
이다. 뉴턴의 만유인력의 법칙의 벡터 형태는 스칼라 형태와 달리 부호등 일부 부분이 달라 보이지만, 두 방정식을 세심히 비교하면 실제 같은 형태임을 확인할 수 있다. 또한 이 경우는 스칼라 형태의 경우와 달리 방향까지 고려하므로 물체 2로부터 1에 가하는 힘은
{\displaystyle \mathbf {F} _{21}=-\mathbf {F} _{12}\,}
와 같은 관계를 가짐을 알 수 있다.

## 점질량이 아닌 경우
엄밀히 말하자면, 위의 식들은 점질량에 대해서만 적용이 가능하다. 하지만 중력장이 선형장, 즉 특정 위치에서의 중력의 합력은 다른 질량에 의한 중력을 모두 합하면 된다고 보면, 이를 구할 수 있다. 밀도 ρ1를 갖는 임의의 질량 분포가 점질량 m2에 미치는 중력을 구해 보면
{\displaystyle \mathbf {F} _{12}=-Gm_{2}\int _{V_{1}}{{\rho _{1}(\mathbf {r} ') \over {\vert \mathbf {r} _{12}\vert }^{2}\,}\mathbf {\hat {r}} _{12}dv'}}
가 된다. 여기서 r'은 임의의 원점으로부터의 방향 벡터, dv'은 그 위치의 임의의 부피요소를 말한다.
임의의 두 질량 분포 사이의 중력의 경우, 위와 비슷하게, 어느 한 임의의 부피요소에 미치는 중력의 크기를 위의 식을 통해 구하고, 다시 이를 적분하면 중력을 구할 수 있지만 몇몇 특정한 경우를 제외하면 매우 복잡한 계산을 필요로 한다.